# Сар-Чаль (Марказі)
Сар-Чаль (перс. سرچال) — село в Ірані, у дегестані Поль-е Доаб, у бахші Заліян, шагрестані Шазанд остану Марказі. За даними перепису 2006 року, його населення становило 613 осіб, що проживали у складі 139 сімей.

## Клімат
Середня річна температура становить 9,92°C, середня максимальна – 28,88°C, а середня мінімальна – -11,85°C. Середня річна кількість опадів – 287 мм.
| Клімат поселення                              | Клімат поселення | Клімат поселення | Клімат поселення | Клімат поселення | Клімат поселення | Клімат поселення | Клімат поселення | Клімат поселення | Клімат поселення | Клімат поселення | Клімат поселення | Клімат поселення | Клімат поселення |
| Показник                                      | Січ.             | Лют.             | Бер.             | Квіт.            | Трав.            | Черв.            | Лип.             | Серп.            | Вер.             | Жовт.            | Лист.            | Груд.            |                  |
| Середній максимум, °C                         | 4,74             | 6,21             | 10,28            | 17,02            | 22,11            | 27,03            | 28,74            | 28,88            | 23,88            | 17,67            | 10,97            | 5,66             |                  |
| Середня температура, °C                       | −3,57            | −2,08            | 2,00             | 8,72             | 13,82            | 18,74            | 23,02            | 23,14            | 18,16            | 11,94            | 5,24             | −0,06            |                  |
| Середній мінімум, °C                          | −11,85           | −10,36           | −6,3             | 0,44             | 5,53             | 10,45            | 17,29            | 17,42            | 12,44            | 6,20             | −0,5             | −5,78            |                  |
| Норма опадів, мм                              | 42               | 37               | 53               | 41               | 37               | 8                | 1                | 1                | 1                | 6                | 24               | 36               |                  |
| Середньомісячна швидкість вітру, м/с          | 1.39             | 2.41             | 2.62             | 2.92             | 2.36             | 2.19             | 2.08             | 2.16             | 2.07             | 1.92             | 1.67             | 1.68             |                  |
| Середньомісячна сонячна радіація, кДж/м²·день | 9270             | 12223            | 14845            | 18207            | 22350            | 27096            | 26006            | 24097            | 21303            | 15770            | 11025            | 8980             |                  |
| --------------------------------------------- | ---------------- | ---------------- | ---------------- | ---------------- | ---------------- | ---------------- | ---------------- | ---------------- | ---------------- | ---------------- | ---------------- | ---------------- | ---------------- |
| Джерело:                                      |                  |                  |                  |                  |                  |                  |                  |                  |                  |                  |                  |                  |                  |